# 9e étape du Tour d'Espagne 2008

La neuvième étape du Tour d'Espagne 2008 s'est déroulée le lundi 8 septembre 2008 entre Viella et Sabiñánigo. Elle a été remportée au sprint par le Belge Greg Van Avermaet (Silence-Lotto), devant ses compagnons d'échappée. Parmi eux, Egoi Martínez (Euskaltel-Euskadi) s'empare du maillot or grâce aux près de sept minutes d'avance de l'échappée sur le peloton.

## Parcours
Les quatre difficultés de la journée étaient placées dans les deux premiers tiers de la course dont une dès le départ à Viella. Ensuite, l'itinéraire long de 200 kilomètres est redevenu plus plat jusqu'à l'arrivée.

## Récit
Victime d'une chute la veille, l'Australien Matthew Lloyd (Silence-Lotto) ne prend pas le départ de cette étape.
Le Belge de 23 ans Greg Van Avermaet (Silence-Lotto) a réglé au sprint un groupe d'échappée de 12 coureurs à Sabiñánigo. Il a battu Davide Rebellin (Gerolsteiner) et Juan Antonio Flecha (Rabobank). Nouveau changement en tête du général avec un des baroudeurs du jour, Egoi Martinez a récupéré le maillot en or puisque le peloton a cédé 6 minutes 42.

## Classement de l'étape
| \| 1. Greg Van Avermaet \| Silence-Lotto \| en \| 4 h 57 min 22 s \| \| 2. Davide Rebellin \| Gerolsteiner \| \| m.t. \| \| 3. Juan Antonio Flecha \| Rabobank \| \| \| \| 4. Rinaldo Nocentini \| AG2R La Mondiale \| \| \| \| 5. Damiano Cunego \| Lampre \| \| \| \| 6. Xabier Zandio \| Caisse d'Épargne \| \| \| \| 7. Patrice Halgand \| Crédit agricole \| \| \| \| 8. Andrea Tonti \| Quick Step \| \| \| \| 9. Christophe Kern \| Crédit agricole \| \| \| \| 10. Egoi Martínez \| Euskaltel-Euskadi \| \| \| |                   |    |                 |
| 1. Greg Van Avermaet | Silence-Lotto     | en | 4 h 57 min 22 s |
| 2. Davide Rebellin | Gerolsteiner      |    | m.t.            |
| 3. Juan Antonio Flecha | Rabobank          |    |                 |
| 4. Rinaldo Nocentini | AG2R La Mondiale  |    |                 |
| 5. Damiano Cunego | Lampre            |    |                 |
| 6. Xabier Zandio | Caisse d'Épargne  |    |                 |
| 7. Patrice Halgand | Crédit agricole   |    |                 |
| 8. Andrea Tonti | Quick Step        |    |                 |
| 9. Christophe Kern | Crédit agricole   |    |                 |
| 10. Egoi Martínez | Euskaltel-Euskadi |    |                 |

## Classement général
| \| 1. Egoi Martínez \| Euskaltel-Euskadi \| en \| 33 h 23 min 56 s \| \| 2. Levi Leipheimer \| Astana \| + \| 11 s \| \| 3. Alberto Contador \| Astana \| + \| 32 s \| \| 4. Alejandro Valverde \| Caisse d'Épargne \| + \| 1 min 00 s \| \| 5. Carlos Sastre \| CSC-Saxo Bank \| + \| 1 min 38 s \| \| 6. Ezequiel Mosquera \| Xacobeo Galicia \| + \| 2 min 10 s \| \| 7. Igor Antón \| Euskaltel-Euskadi \| + \| 2 min 23 s \| \| 8. Daniel Moreno \| Caisse d'Épargne \| + \| 2 min 34 s \| \| 9. Jurgen Van Goolen \| CSC-Saxo Bank \| + \| 2 min 54 s \| \| 10. Robert Gesink \| Rabobank \| + \| 3 min 22 s \| |                   |    |                  |
| 1. Egoi Martínez | Euskaltel-Euskadi | en | 33 h 23 min 56 s |
| 2. Levi Leipheimer | Astana            | +  | 11 s             |
| 3. Alberto Contador | Astana            | +  | 32 s             |
| 4. Alejandro Valverde | Caisse d'Épargne  | +  | 1 min 00 s       |
| 5. Carlos Sastre | CSC-Saxo Bank     | +  | 1 min 38 s       |
| 6. Ezequiel Mosquera | Xacobeo Galicia   | +  | 2 min 10 s       |
| 7. Igor Antón | Euskaltel-Euskadi | +  | 2 min 23 s       |
| 8. Daniel Moreno | Caisse d'Épargne  | +  | 2 min 34 s       |
| 9. Jurgen Van Goolen | CSC-Saxo Bank     | +  | 2 min 54 s       |
| 10. Robert Gesink | Rabobank          | +  | 3 min 22 s       |

## Classements annexes
| Classement | Coureur            | Total            |
| ---------- | ------------------ | ---------------- |
| Points     | Alejandro Valverde | 74 pts           |
| Montagne   | David Moncoutié    | 78 pts           |
| Combiné    | Alberto Contador   | 13 pts           |
| Équipe     | Caisse d'Épargne   | 99 h 54 min 20 s |